# Ningal
Ningal (𒀭𒊩𒌆𒃲 'Gran Senyora' o 'Gran Reina') va ser una deïtat mesopotàmica d'origen sumeri, filla d'Enki i Ningikuga, i esposa de Nanna, el déu de la Lluna, i mare d'Inanna i Utu.
Era especialment adorada a les ciutats d'Ur i d'Harran, però també a altres ciutats de Mesopotàmia. Li tenien especial devoció els reis de la Tercera dinastia d'Ur, i després els reis de Larsa.
Ella i el seu marit eren divinitats que simbolitzaren els fenòmens atmosfèrics. En alguns texts apareix també com mare d'Ishkur. Segons la narració sumèria titulada Lamentació sobre la destrucció d'Ur Ningal va demanar a Enlil que ordenés als Anunnaki que no inundessin la ciutat d'Ur.
La mitologia semita la va assimilar a la deessa Nikkal una divinitat protectora dels horts i de les fruites. Amb aquest nom la van adorar els hurrites i els hitites, i és una de les divinitats femenines representades al Temple de Yazılıkaya.